# Martil
Martil (en àrab مرتيل, Martīl; en amazic ⵎⴰⵔⵜⵉⵍ) és un municipi de la prefectura de M'diq-Fnideq, a la regió de Tànger-Tetuan-Al Hoceima, al Marroc. Segons el cens de 2014 tenia una població total de 64.355 persones. Durant el protectorat espanyol del Marroc va rebre el nom de Río Martín. Al nord hi ha la platja i resort de Cabo Negro.